# Grzegorz z Sanoka

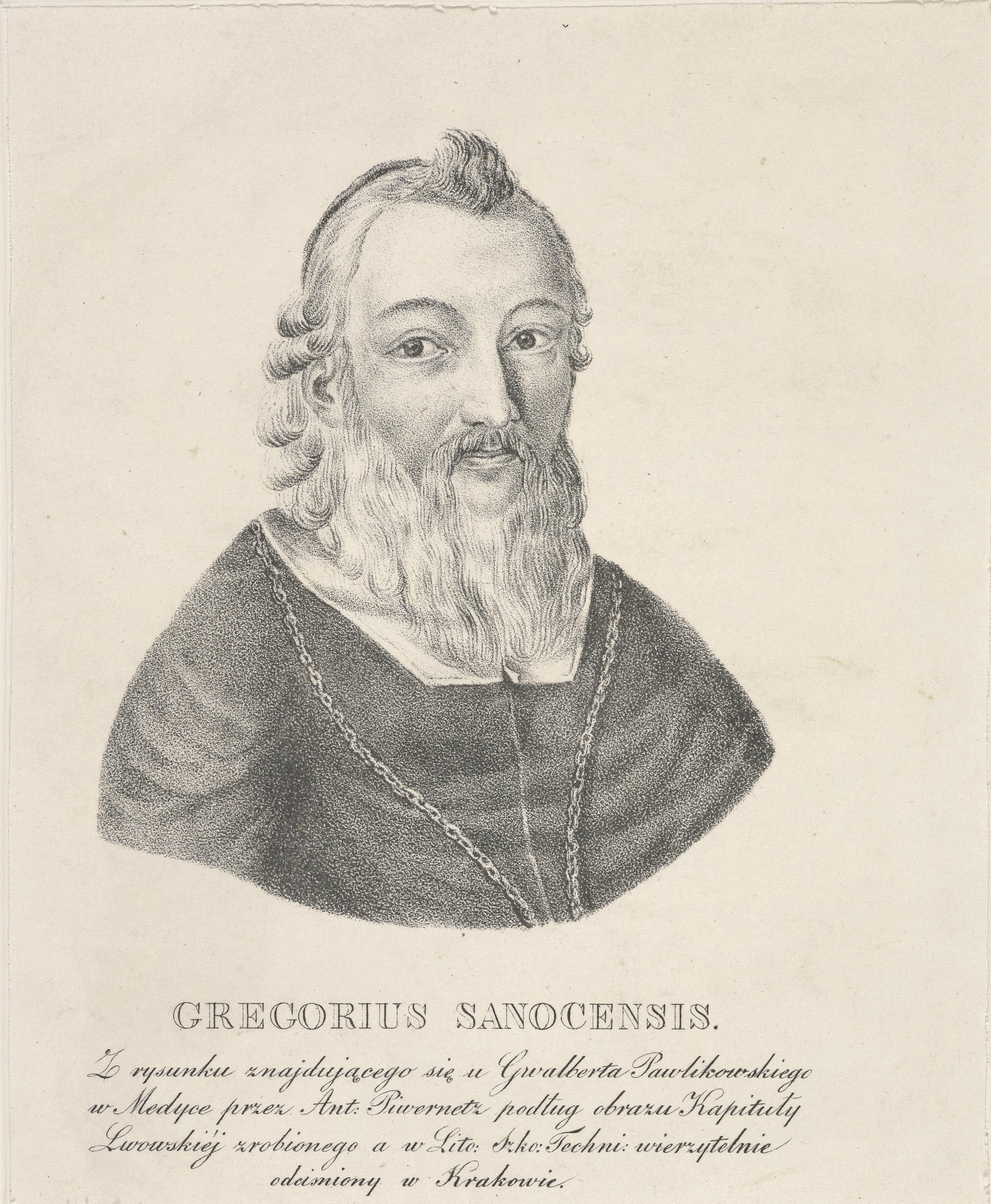
Gregorius Sanocensis - z rysunku znajdującego się u Gwalberta Pawlikowskiego (1825-1850)

Grzegorz z Sanoka herbu Strzemię, inne formy nazwiska Gregorius Sanocensis, Gregorius Sanoceus, Gregorius de Sanok (ur. ok. 1407 w okolicach Sanoka, zm. 29 stycznia 1477 w Rohatynie) – polski duchowny rzymskokatolicki, profesor Akademii Krakowskiej, arcybiskup metropolita lwowski w latach 1451–1477, pierwszy przedstawiciel renesansowego humanizmu w Polsce, krytyk scholastyki i poeta.

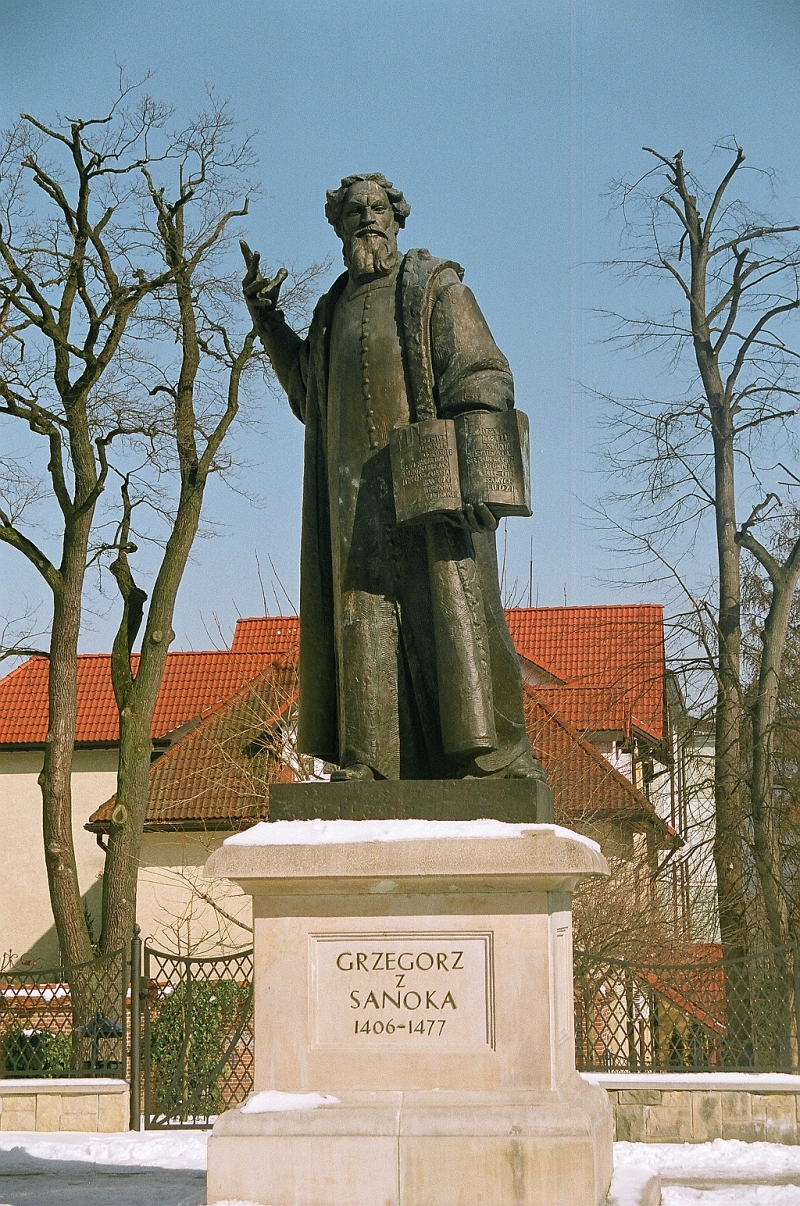
Pomnik Grzegorza z Sanoka w Sanoku

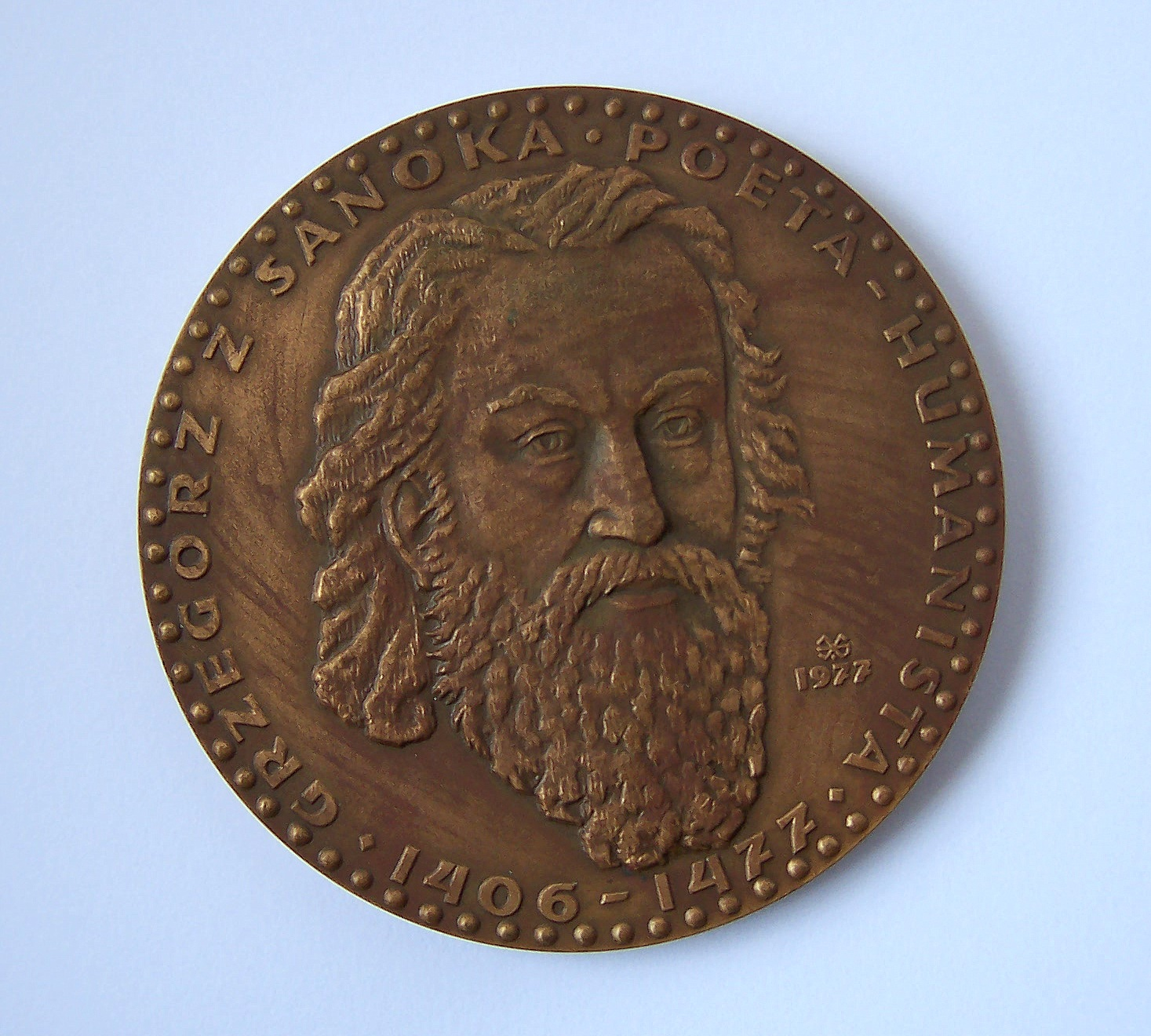
Medal Grzegorza z Sanoka z 1977

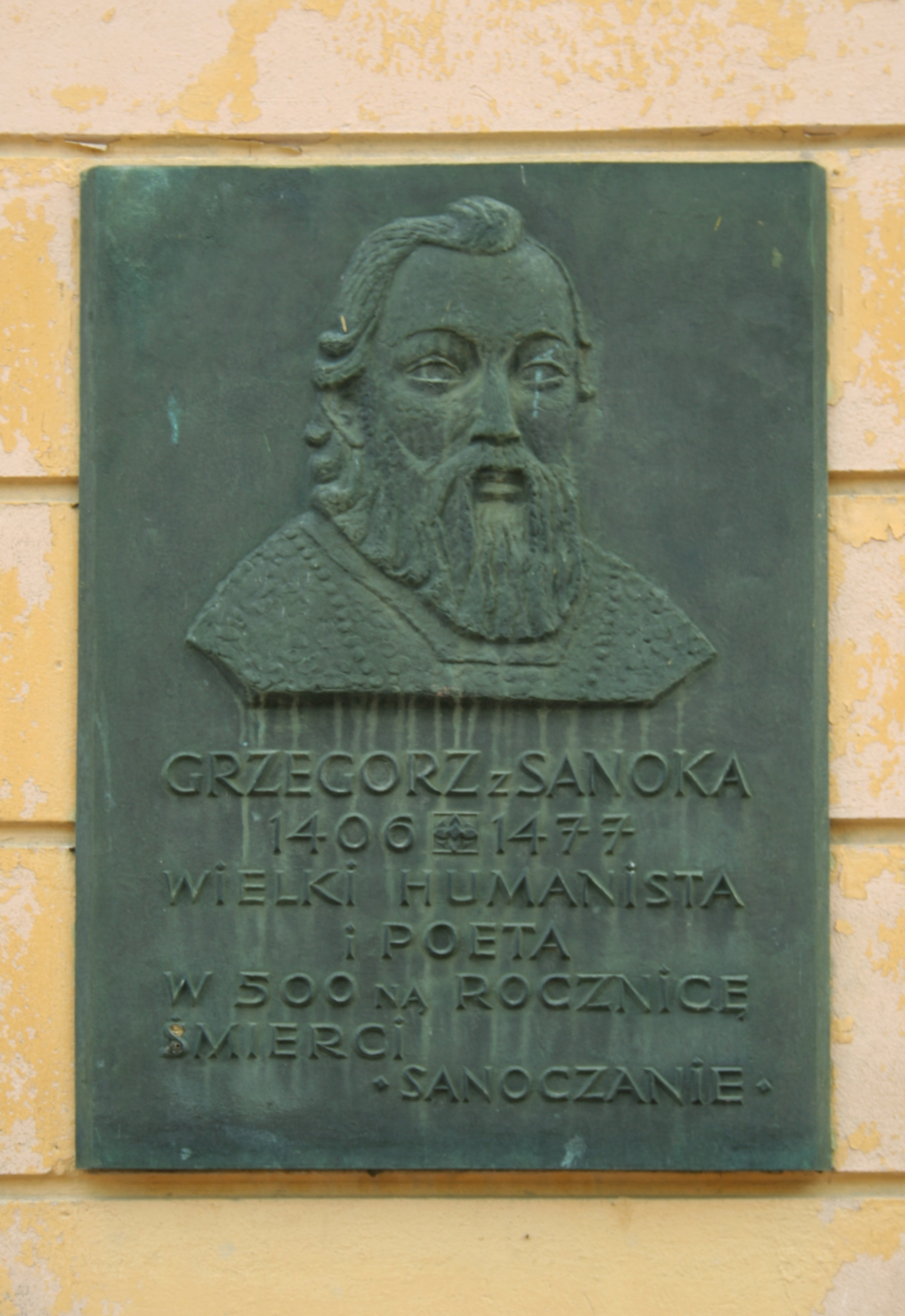
Tablica upamiętniająca Grzegorza z Sanoka na budynku przy ul. Zamkowej w Sanoku

## Życiorys
Syn Piotra, mieszczanina sanockiego oraz ławnika sądu wyższego prawa niemieckiego na zamku w Sanoku. Miał brata Pawła noszącego przydomek Długosz. Kalimach informuje, że urodził się in pago, non procul a fonte Istulae – w zapadłej wsi, nad Wisłokiem.
Dokładną relację dotyczącą życia i działalności Grzegorza z Sanoka podaje Adam Fastnacht w swej pracy Pochodzenie społeczne studentów Uniwersytetu Jagiellońskiego z diecezji przemyskiej w latach 1400–1642. Według niej Grzegorz jako 12-letni chłopiec uciekł z domu i po trwających 10 lat wędrówkach dotarł aż za Łabę. Około 1421 rozpoczął naukę w Krakowie. Zajmował się m.in. przepisywaniem rękopisów, śpiewem i muzyką. W 1428 zapisał się na Akademię Krakowską, gdzie uzyskał stopień bakałarza. W 1433 został profesorem poezji rzymskiej. W latach 1433–1437 był wychowawcą synów wojewody krakowskiego Jana Tarnowskiego. Przed 1437 przyjął święcenia kapłańskie. Na dalsze studia wyjechał do Włoch, gdzie przebywał trzy lata. W kancelarii papieża Eugeniusza IV powierzono mu obowiązki muzyka i kopisty. Po powrocie do Krakowa uzyskał w 1439 stopień magistra artium. W Akademii Krakowskiej wykładał poezję klasyczną. Po pobycie we Włoszech osiadł w 1440 w Wieliczce jako proboszcz, utrzymując ścisły kontakt z krakowskim środowiskiem naukowym. Ufundował szpital dla ubogich w Brzesku. Jako kapelan króla Władysława Warneńczyka i notariusz kancelarii królewskiej wziął udział w wyprawach węgierskiej (1440) i warneńskiej (1444). W latach 1440–1450 przebywał na Węgrzech, gdzie przez pewien czas był wychowawcą synów Jana Hunyadyego i przebywał na dworze humanisty biskupa Jana Vitéza. Po powrocie do kraju w 1451 został arcybiskupem metropolitą lwowskim i stworzył w swojej rezydencji w Dunajowie pierwszy w Polsce dwór humanistyczny. Był gwarantem pokoju toruńskiego 1466 roku. Za namową Andrzeja Odrowąża, wojewody ruskiego, zgodził się na sprowadzenie do Lwowa bernardynów. Zmarł 29 stycznia 1477 w Rohatynie koło Lwowa.

## Twórczość
- Hanc tibi nimbiferam quondam pie sceptriger odam – łacińskie epitafium napisane po śmierci Władysława Jagiełły, zamieszczone w księdze XI Roczników Jana Długosza pod rokiem 1434[3].
- Sanguine clara Ducum Russiae, clarissima quondam (autorstwo niepewne) – wiersz po łacinie z 1461 upamiętniający zmarłą Zofię Holszańską, żonę Władysława Jagiełły. Zawarty jest w księdze XII Roczników Jana Długosza pod rokiem 1461[4].

## Upamiętnienie
- Grzegorz z Sanoka stał się bardziej znany z biografii Życie i obyczaje Grzegorza z Sanoka napisanej przez Filipa Kallimacha.
- Postaci uczonego poświęcona jest powieść historyczna pt. Strzemieńczyk z serii Dzieje Polski, napisana w 1883 przez Józefa Ignacego Kraszewskiego[5] .
- W okresie II Rzeczypospolitej do 1939 istniała ulica Grzegorza z Sanoka we Lwowie (wcześniej Zamkowa Boczna[6])[7] (później przemianowana na Papariwka[8]).
- Ulica Grzegorza z Sanoka w Sanoku, znajdująca się w dzielnicy Śródmieście. Ulice Grzegorza z Sanoka istnieją także w Szczecinie, Przemyślu, Gdańsku, Krakowie oraz w Nysie.
- W 1976 trwały przygotowania do obchodów 500. rocznicy śmierci Grzegorza z Sanoka, zaplanowanych na rok 1977; Edward Gorol zaprojektował medal pamiątkowy z podobizną Grzegorza z Sanoka, wytłoczony przez Mennicę Państwową w liczbie 500 egzemplarzy[9], Roman Tarkowski zaprojektował specjalną plakietę (z herbem Sanoka na rewersie)[10][11] oraz kartę pocztową wydaną przez Ministerstwo Łączności, Tadeusz Turkowski dokonał reprodukcji drzeworytu z podobizną Grzegorza z Sanoka, zaś na 1977 zaplanowano zjazd sanoczan i sesję naukową w dniach od 27 maja do 1 czerwca, po której zapowiedziano wydanie V tomu „Rocznika Sanockiego”[12][13][14][15]. Na fasadzie budynku przy ul. Zamkowej 2 w Sanoku (tzw. Zajazd) – obecnie siedziba Muzeum Historycznego w Sanoku – obok drzwi wejściowych znajduje się tablica upamiętniająca Grzegorza z Sanoka stworzona w 500. rocznicę śmierci. Odsłonięcie miało miejsce podczas „Dni Sanoka” 30 maja 1977 roku. Autorem odlanej w brązie tablicy o wymiarach 90 x 60cm był artysta rzeźbiarz Roman Tarkowski[16][17]. Inskrypcja brzmi: Grzegorz z Sanoka 1406–1477. Wielki humanista i poeta. W 500-ną rocznicę śmierci – sanoczanie[18].
- Pomnik Grzegorza z Sanoka w Sanoku, położony przed budynkiem przy ulicy Teofila Lenartowicza 2 u zbiegu z ulicą Jana III Sobieskiego[19] (pierwotnie budynek należał do Wilhelma Szomka. Obecnie mieści się w nim Miejska Biblioteka Publiczna im. Grzegorza z Sanoka w Sanoku). Pomnik powstał według projektu Mariana Koniecznego. Został odsłonięty 27 kwietnia 1986 roku[20]. W 1986 został wybity medal w kształcie kwadratu upamiętniający Grzegorza z Sanoka, zaprojektowany przez Czesława Dźwigaja[21].
- Postać Grzegorza z Sanoka została przedstawiona w serialu telewizyjnym pt. Królewskie sny z 1988 (odc. 6, 7, 8), a w tę rolę wcielił się aktor Grzegorz Pawłowski[22].
- 2 listopada 1996 imię Grzegorz z Sanoka nadano Zespołowi Szkół Mechanicznych w Sanoku (od 1 września 2002 Zespół Szkół nr 2 im. Grzegorza z Sanoka w Sanoku)[23]. W hallu budynku umieszczono tablicą upamiętniającą patrona szkoły z inskrypcją: „Grzegorzowi z Sanoka 1406–1477. Humaniście poecie i arcybiskupowi lwowskiemu, patronowi Zespołu Szkół Mechanicznych w Sanoku. Nauczyciele, młodzież, rodzice 12.XI.1996”. Odsłonięta 12 listopada 1996 podczas jubileuszu 50-lecia istnienia szkoły. Projektantem był Waldemar Rokowski[24].
- Patronat uczonego przyjęło także Gimnazjum nr 1 w Sanoku im. Grzegorza z Sanoka, położone przy ulicy Kochanowskiego w Sanoku.
- Rada Miasta Sanoka podjęła uchwałę o ogłoszeniu roku 2007 „Rokiem Grzegorza z Sanoka”[25].
- 29 grudnia 2023 na rynku w Sanoku odsłonięto umieszczoną na kamieniu statuetkę Grzesia z Sanoka[26].